# 小行星24124
小行星24124（24124 Dozier）是一颗绕太阳运转的小行星，为主小行星带小行星。该小行星于1999年11月发现。

## 轨道参数
小行星24124的轨道半长轴为459 088 531 km（3.0687736 UA），离心率为0.143。